# Cañada del Manzano
Cañada del Manzano fue una localidad española, hoy día despoblada, de la provincia de Cuenca.

## Historia
A mediados del siglo XIX, la villa tenía contabilizada una población de 23 habitantes y pertenecía a San Lorenzo de la Parrilla. Aparece descrita en el quinto volumen del Diccionario geográfico-estadístico-histórico de España y sus posesiones de Ultramar de Pascual Madoz de la siguiente manera:

CAÑADA DEL MANZANO: v. con alc. ped. en la prov., part. jud., adm. de rent y dióc. de Cuenca (5 leg.), ayunt. de San Lorenzo de la Parrilla, aud. terr. de Albacete (18), c. g. de Castilla la Nueva (Madrid): sit. en la ladera N. y O. de un elevado cerro; cubierta por el S. de otro de mas altura, y libre á los vientos de O. y N.: el clima es sano y solo uno que otro año se padecen algunas tercianas. Las casas son de labradores de aldea, con pocas comodidades, y se hallan divididas en dos lados, formando en medio un ancho egido: la igl.. separada de las casas y situada en lo alto de un cerro, es aneja de Poveda de la Obispalia; está dedicada á Ntra. Sra. de la Paz, no tiene rentas de ninguna clase, y la mantiene en un todo el conde de Cervera, á cuyo Sr. corresponde, asi como las casas y todo el térm. Debajo del cerro en que se halla el caserio, y como á un tiro de bala al O., nace una fuente cuya agua es de las mas sanas, delgada y rica de los alrededores: al frente esta, hacia la otra parte, tiene su origen otra fuente llamada de Marimota, de la misma calidad: ambas son perennes, y en medio de la distancia que hay de una á otra, corre un pequeño arroyo que la mayor parte del año está seco. Confina el térm. por N. con el de Malpesa y Zafra; E. con el primero, Altarejos y San Lorenzo de la Parrilla; S. con propiedad del hospital de Santiago de Cuenca, y térm. de la Meson y Villarejo de Peri-Estevan, y O. Villares del Saz y Zafra; tiene este térm. la figura de una sarten con su rabo, y se le da el nombre de manga: participa de cañadas, monte áspero y elevadas cumbres, que forman cordilleras con otros montes contiguos; el punto mas elevado que comprende se halla á la parte S. de la pobl., se titula Cerro pelado, y en su cima hay una atalaya antigua, desde la que se ven á larga distancia los fuertes castillos de Alarcon y Puebla de Almenara, antes convento de Templarios del Sepulcro, y las cumbres de los cerros y sierras de la tierra de Cuenca. El terreno es pedregosa y calizo, desde el centro del térm. á su mojonera; dista por todas partes 1/4 de leg., y solo son labrables 500 almudes, divididos en 5 yuntas de tierra de 2.ª y 3.ª clase, cultivadas con 3 pares de bueyes por los criados de su dueño. Lo demas se compone de monte de encina y roble que se hace carbon cada 20 años. El arroyo de que se ha hecho mérito, se conoce con el nombre Marimota; entra en este térm. desde el de Malpesa por la parte del E., y sale por la del S. hácia el de la Meson: no cria pesca, y solo tiene un puente construido á espensas del Sr. Marques, en el camino de Zafra. prod.: trigo, alguna cebada, otros granos menores en corta cantidad, y con los pastos se crian algunos ganados: abunda la caza de conejos, perdices, ciervos y lobos; y cuando caen grandes nevadas en las sierras de Cuenca, acostumbran a verse algunos jovalies. ind.: la agrícola y ganaderia. pobl.: 6 vec., 23 alm.: cap. prod. 182,200 rs.: imp. 9,110: importe de los consumos 490 rs., 6 mrs.
(Madoz, 1846, pp. 481-482)

Más adelante pasó a depender de Villarejo Periesteban. Hoy día sólo quedan ruinas.

## Patrimonio
La localidad tenía una iglesia bajo la advocación de Nuestra Señora de la Paz, ubicada en lo alto de un cerro y separada de las casas.